# Pouchalka Eiffingerova
Pouchalka Eiffingerova (Kurixalus eiffingeri) je druh žáby z čeledi létavkovitých vyskytující se v Japonsku a na Taiwanu. Jedná se o malou žábu dorůstající délky 30–40 mm. Byla u ní pozorována rodičovská péče - samice krmí mláďata vlastními neoplozenými vajíčky.

## Rozšíření
Pouchalka Eiffingerova je poměrně široce rozšířena na Taiwanu a vyskytuje se také na ostrůvcích Ishigaki a Iriomote v japonském souostroví Jaejama. Byla pozorována v nadmořské výšce do 2000 metrů.

## Způsob života
Vyskytuje se hlavně v listnatých nebo smíšených lesích, často v bambusových porostech. Samice klade vajíčka v malých shlucích do dutin stromů, pařezů a zlomených bambusů vyplněných dešťovou vodou, těsně nad úroveň vodní hladiny. Pulci po vylíhnutí sklouznou do vody a nadále se vyvíjí zde. Byl pozorován i vývoj pulců v úzkých kovových trubkách poblíž cest.
Tato žába vykazuje rodičovskou péči, samci se zdržují v blízkosti nakladených vajec, aby je chránili. Samice krmí pulce vlastními neoplozenými vajíčky, která klade přímo do vody. Zdá se, že přežití pulců je podmíněno tímto vyživováním, a pokud o ně samice z nějakého důvodu přestane pečovat, pulci nepřežijí. Stadium pulce trvá 45–60 dní.

## Ohrožení a ochrana
Jedná se o poměrně běžný druh s širokým areálem rozšíření a vyskytuje se i v mnoha chráněných oblastech, a proto jej Mezinárodní svaz ochrany přírody hodnotí jako málo dotčený. V oblastech jejího výskytu však ubývá přírodních stanovišť v důsledku těžby dřeva, rozšiřující se lidské zástavby a zemědělství. Naopak výsadba bambusových plantáží tomuto druhu zřejmě prospívá, neboť samice rády kladou do bambusových pařezů.